# صندل الأصبع
الصندل المُسَيَّر أو صندل الإصبع أو طَقْطَقِيَّة، هي نوع من الصنادل الصيفية الخفيفة ذات القدم المكشوفة، ولقد سمّيت طقطقيّة لأنها تُحدِث طقطقة جرّاء الصّفع المتواصل لباطن القدم أثناء المشي، والطقطقية عبارة عن نعل مشدود برباط يَحُول بين أصبع القدم الكبير وباقي الأصابع، وهذا سبب تسميتها بصندل الأصبع في بعض المناطق.
إنّ الطقطقية هي من أعرق أنواع النّعال عبر العصور، ولربما قد ظهرت أوّل مرة في مصر القديمة. أمّا الطقطقية الحديثة فهي مستوحات من نعال زوري اليابانية التي اشتهرت بعد الحرب العالمية الثانية.
تُنتعل الطقطقيات خصوصا في الصيف، وهي بفضل بساطة تصميمها تتناسب مع جميع أنواع الألبسة، إذ يلبسها الرجال والنساء مع السراويل والجلابيب والقُمصان وكلّ أنواع الملابس التقليدية والحديثة، هذا وبفضل سعرها الرخيص، تعرف الطقطقيّات رواجا في مختلف الأوساط، كما أنه توجد طقطقيات عالية المستوى يتمّ تصميمها بعناية وبيعها بأسعار مرتفعة نسبة لقريناتها.